# 11.ª etapa do Tour de France de 2019
A 11.ª etapa do Tour de France de 2019 teve lugar a 17 de julho de 2019 entre Albi e Toulouse sobre um percurso de 167 km e foi vencida ao sprint pelo australiano Caleb Ewan da Lotto Soudal. O francês Julian Alaphilippe manteve o maillot jaune uma jornada mais.

## Classificação da etapa
| \| Classificação por etapas \| Classificação por etapas \| Classificação por etapas \| Classificação por etapas \| Classificação por etapas \| \| Ciclista \| Ciclista \| Equipe \| Tempo \| \| \| ------------------------ \| ------------------------ \| ------------------------ \| ------------------------ \| ------------------------ \| \| 1. \| Caleb Ewan \| Lotto-Soudal \| 3h51m26s \| \| \| 2. \| Dylan Groenewegen \| Team Jumbo-Visma \| + 0s \| \| \| 3. \| Elia Viviani \| Deceuninck-Quick Step \| + 0s \| \| \| 4. \| Peter Sagan \| Bora-Hansgrohe \| + 0s \| \| \| 5. \| Jens Debusschere \| Katusha-Alpecin \| + 0s \| \| \| 6. \| Sonny Colbrelli \| Bahrain-Merida \| + 0s \| \| \| 7. \| Jasper Philipsen \| UAE Team Emirates \| + 0s \| \| \| 8. \| Cees Bol \| Team Sunweb \| + 0s \| \| \| 9. \| Alexander Kristoff \| UAE Team Emirates \| + 0s \| \| \| 10. \| Warren Barguil \| Arkéa-Samsic \| + 0s \| \| |                    |                       |          |
| |                    |                       |          |
| Fonte: ProCyclingStats |                    |                       |          |
| Classificação por etapas |                    |                       |          |
| Ciclista | Ciclista           | Equipe                | Tempo    |
| 1. | Caleb Ewan         | Lotto-Soudal          | 3h51m26s |
| 2. | Dylan Groenewegen  | Team Jumbo-Visma      | + 0s     |
| 3. | Elia Viviani       | Deceuninck-Quick Step | + 0s     |
| 4. | Peter Sagan        | Bora-Hansgrohe        | + 0s     |
| 5. | Jens Debusschere   | Katusha-Alpecin       | + 0s     |
| 6. | Sonny Colbrelli    | Bahrain-Merida        | + 0s     |
| 7. | Jasper Philipsen   | UAE Team Emirates     | + 0s     |
| 8. | Cees Bol           | Team Sunweb           | + 0s     |
| 9. | Alexander Kristoff | UAE Team Emirates     | + 0s     |
| 10. | Warren Barguil     | Arkéa-Samsic          | + 0s     |

## Classificações ao final da etapa

### Classificação geral(Maillot Jaune)
| \| Classificação geral \| Classificação geral \| Classificação geral \| Classificação geral \| Classificação geral \| \| Ciclista \| Ciclista \| Equipe \| Tempo \| \| \| ------------------- \| ------------------- \| --------------------- \| ------------------- \| ------------------- \| \| 1. \| Julian Alaphilippe \| Deceuninck-Quick Step \| 47h18m41s \| \| \| 2. \| Geraint Thomas \| Team Ineos \| + 1m12s \| \| \| 3. \| Egan Bernal \| Team Ineos \| + 1m16s \| \| \| 4. \| Steven Kruijswijk \| Team Jumbo-Visma \| + 1m27s \| \| \| 5. \| Emanuel Buchmann \| Bora-Hansgrohe \| + 1m45s \| \| \| 6. \| Enric Mas \| Deceuninck-Quick Step \| + 1m46s \| \| \| 7. \| Adam Yates \| Mitchelton-Scott \| + 1m47s \| \| \| 8. \| Nairo Quintana \| Movistar Team \| + 2m04s \| \| \| 9. \| Daniel Martin \| UAE Team Emirates \| + 2m09s \| \| \| 10. \| Thibaut Pinot \| Groupama-FDJ \| + 2m33s \| \| |                    |                       |           |
| |                    |                       |           |
| Fonte: ProCyclingStats |                    |                       |           |
| Classificação geral |                    |                       |           |
| Ciclista | Ciclista           | Equipe                | Tempo     |
| 1. | Julian Alaphilippe | Deceuninck-Quick Step | 47h18m41s |
| 2. | Geraint Thomas     | Team Ineos            | + 1m12s   |
| 3. | Egan Bernal        | Team Ineos            | + 1m16s   |
| 4. | Steven Kruijswijk  | Team Jumbo-Visma      | + 1m27s   |
| 5. | Emanuel Buchmann   | Bora-Hansgrohe        | + 1m45s   |
| 6. | Enric Mas          | Deceuninck-Quick Step | + 1m46s   |
| 7. | Adam Yates         | Mitchelton-Scott      | + 1m47s   |
| 8. | Nairo Quintana     | Movistar Team         | + 2m04s   |
| 9. | Daniel Martin      | UAE Team Emirates     | + 2m09s   |
| 10. | Thibaut Pinot      | Groupama-FDJ          | + 2m33s   |

### Classificação por pontos(Maillot Vert)
| Classificação por pontos | Classificação por pontos | Classificação por pontos | Classificação por pontos | Classificação por pontos |
| Ciclista                 | Ciclista                 | Equipe                   | Pontos                   |                          |
| ------------------------ | ------------------------ | ------------------------ | ------------------------ | ------------------------ |
| 1.                       | Peter Sagan              | Bora-Hansgrohe           | 257 pts                  |                          |
| 2.                       | Elia Viviani             | Deceuninck-Quick Step    | 184 pts                  |                          |
| 3.                       | Sonny Colbrelli          | Bahrain-Merida           | 174 pts                  |                          |
| 4.                       | Michael Matthews         | Team Sunweb              | 167 pts                  |                          |
| 5.                       | Caleb Ewan               | Lotto-Soudal             | 148 pts                  |                          |
| 6.                       | Jasper Stuyven           | Trek-Segafredo           | 112 pts                  |                          |
| 7.                       | Matteo Trentin           | Mitchelton-Scott         | 101 pts                  |                          |
| 8.                       | Dylan Groenewegen        | Team Jumbo-Visma         | 96 pts                   |                          |
| 9.                       | Greg Van Avermaet        | CCC Team                 | 95 pts                   |                          |
| 10.                      | Julian Alaphilippe       | Deceuninck-Quick Step    | 75 pts                   |                          |

### Classificação da montanha(Maillot à Pois Rouges)
| Classificação da montanha | Classificação da montanha | Classificação da montanha  | Classificação da montanha | Classificação da montanha |
| Ciclista                  | Ciclista                  | Equipe                     | Pontos                    |                           |
| ------------------------- | ------------------------- | -------------------------- | ------------------------- | ------------------------- |
| 1.                        | Tim Wellens               | Lotto-Soudal               | 43 pts                    |                           |
| 2.                        | Thomas De Gendt           | Lotto-Soudal               | 37 pts                    |                           |
| 3.                        | Giulio Ciccone            | Trek-Segafredo             | 30 pts                    |                           |
| 4.                        | Xandro Meurisse           | Wanty-Gobert               | 27 pts                    |                           |
| 5.                        | Natnael Berhane           | Cofidis, Solutions Crédits | 20 pts                    |                           |
| 6.                        | Dylan Teuns               | Bahrain-Merida             | 13 pts                    |                           |
| 7.                        | Benjamin King             | Dimension Data             | 13 pts                    |                           |
| 8.                        | Tiesj Benoot              | Lotto-Soudal               | 12 pts                    |                           |
| 9.                        | Daryl Impey               | Mitchelton-Scott           | 10 pts                    |                           |
| 10.                       | Toms Skujiņš              | Trek-Segafredo             | 9 pts                     |                           |

### Classificação do melhor jovem(Maillot Blanc)
| Classificação dos jovens | Classificação dos jovens | Classificação dos jovens | Classificação dos jovens | Classificação dos jovens |
| Ciclista                 | Ciclista                 | Equipe                   | Tempo                    |                          |
| ------------------------ | ------------------------ | ------------------------ | ------------------------ | ------------------------ |
| 1.                       | Egan Bernal              | Team Ineos               | 47h19m57s                |                          |
| 2.                       | Enric Mas                | Deceuninck-Quick Step    | + 30s                    |                          |
| 3.                       | David Gaudu              | Groupama-FDJ             | + 3m16s                  |                          |
| 4.                       | Giulio Ciccone           | Trek-Segafredo           | + 13m19s                 |                          |
| 5.                       | Laurens De Plus          | Team Jumbo-Visma         | + 27m43s                 |                          |
| 6.                       | Maximilian Schachmann    | Bora-Hansgrohe           | + 33m19s                 |                          |
| 7.                       | Wout van Aert            | Team Jumbo-Visma         | + 33m36s                 |                          |
| 8.                       | Gregor Mühlberger        | Bora-Hansgrohe           | + 33m43s                 |                          |
| 9.                       | Lennard Kämna            | Team Sunweb              | + 37m33s                 |                          |
| 10.                      | Søren Kragh Andersen     | Team Sunweb              | + 39m31s                 |                          |

### Classificação por equipas(Classement par Équipe)
| Classificação por equipes | Classificação por equipes | Classificação por equipes | Classificação por equipes |
| Equipe                    | Equipe                    | Tempo                     |                           |
| ------------------------- | ------------------------- | ------------------------- | ------------------------- |
| 1.                        | Movistar Team             | 142h19m38s                |                           |
| 2.                        | Trek-Segafredo            | + 1m30s                   |                           |
| 3.                        | Bora-hansgrohe            | + 14m59s                  |                           |
| 4.                        | Mitchelton-Scott          | + 15m45s                  |                           |
| 5.                        | AG2R La Mondiale          | + 18m56s                  |                           |
| 6.                        | Groupama-FDJ              | + 19m04s                  |                           |
| 7.                        | Team Jumbo-Visma          | + 19m14s                  |                           |
| 8.                        | UAE Team Emirates         | + 23m33s                  |                           |
| 9.                        | Ineos                     | + 25m53s                  |                           |
| 10.                       | EF Education First        | + 32m46s                  |                           |

## Abandonos
- Rick Zabel, doente, não tomou a saída.[2]
- Niki Terpstra, não finalizou a etapa depois de se ver envolvido numa queda a falta de uns 30 quilómetros para a meta.[3]